# Цитглогге
Цитглогге, или Часовая башня (нем. Zytglogge) — часовая башня средневекового происхождения с астрономическими часами в исторической части Берна.

## История
Цитглогге возникла предположительно между 1218 и 1220 годами как оборонительная башня на западном конце центральной городской улицы основанного в 1191 году Берна. Так как расширение Берна — ввиду его особого положения относительно реки Ааре — возможно было только в западном направлении, местоположение Цитглогге оказывалось всё более в глубине города. В связи с этим башня теряет своё оборонное значение. До бернского «Большого пожара» 1405 года она использовалась как тюрьма. После него она была воздвигнута вновь из бернского песчаника — как часовая башня. Её часы с боем являлись официальным определителем точного времени для города Берн. От Цитглогге официально измерялось т. н. «вегштунде» — мера для расчёта преодолённого за единицу времени транспортом расстояния. В XVI столетии башня принимает свой современный, изящный вид и оснащается новыми часами. В воротах её происходят оглашения решений городского собрания и новых законов и, с XVIII столетия, располагается пробирная палата. Последние архитектурные изменения в стиле позднего барокко были проведены в 1770—1771 годах.

## Астрономические часы

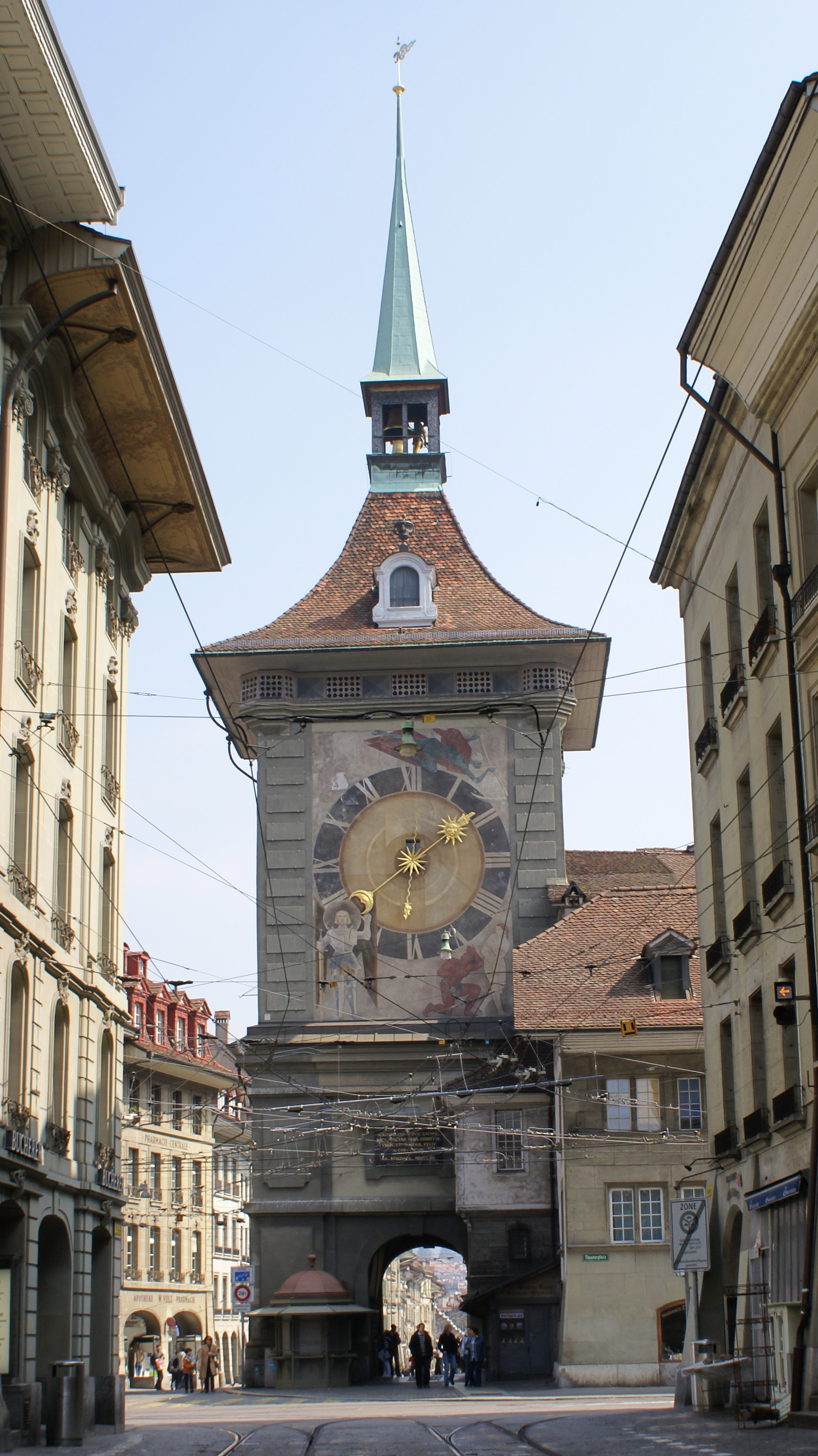
Цитглогге с запада

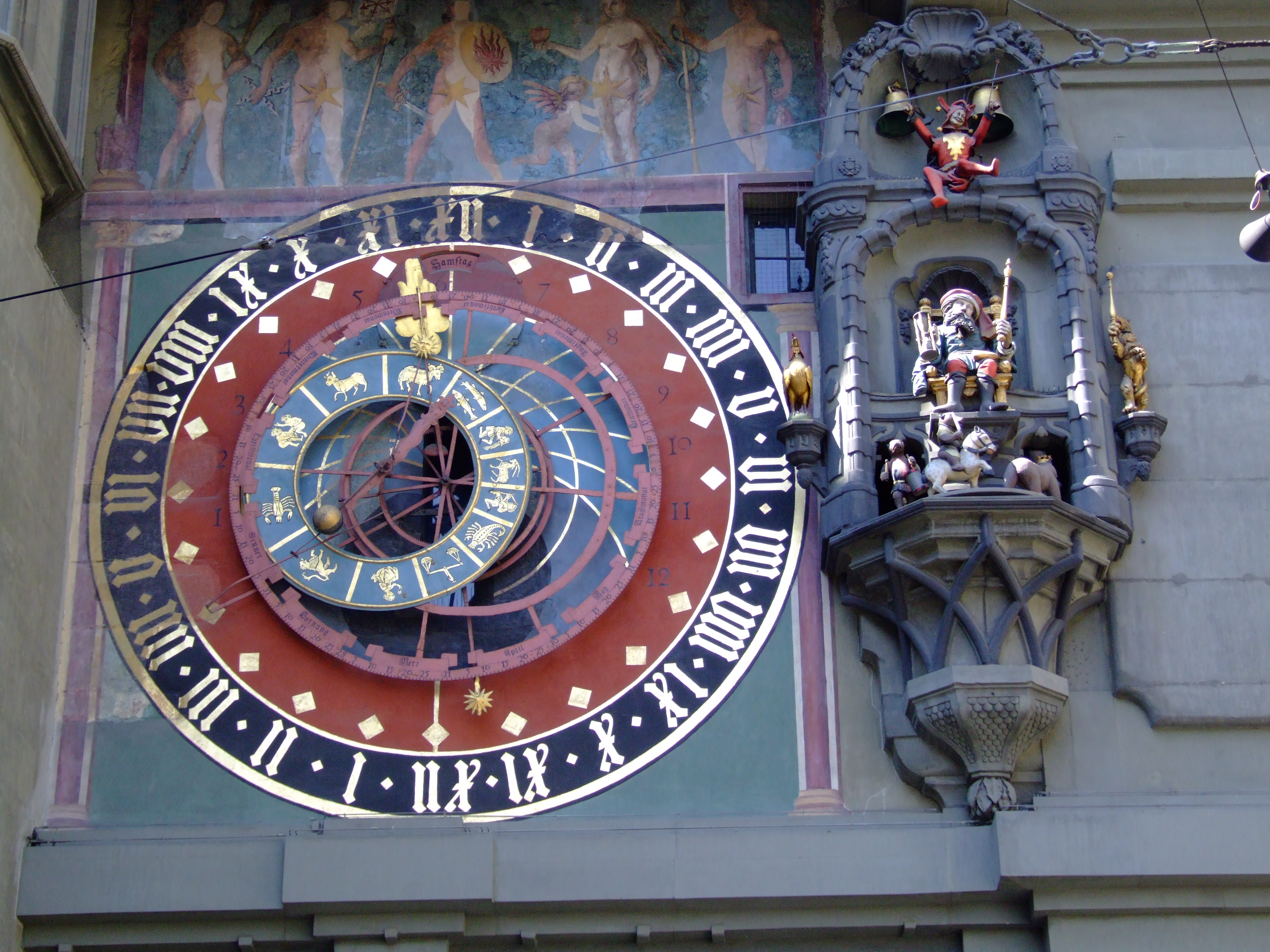
Астрономические часы с колоколами

Бернская Цитглогге является одной из старейших часовых башен Швейцарии. Собственно часы состоят из пяти, комбинированных в едином корпусе механизмов: движущего механизма, двух механизмов боя часов и двух механизмов, отвечающих за перемещение фигур. На часовой оси закреплены стрелки обоих больших верхних 12-часовых циферблатов и астролябии. Один из механизмов боя приводит в действие набат каждый час, другой — каждые четверть часа. Движущиеся фигуры часов находятся в особом эркере под восточным 12-часовым циферблатом, правее астролябии.
Астрономические часы (астролябия) в целом сохранилась со времён Великого пожара (то есть 1405—1406 годов). Небо и горизонт изображены в стереографической проекции со стороны северного полюса небосвода. Как и представлялось в то время, изображена геоцентрическая система мироздания, согласно которой созвездия окружают Землю. Вращающиеся части часов следуют предположительному перемещению звёзд, Солнца и Луны вокруг Земли. Изображение (символ) Солнца показывает действительное прохождение его относительно горизонта, указывает его восход и закат. Помимо движений Солнца и Луны часы демонстрируют также перемещение по небесной сфере созвездий зодиака. Символ Луны на другой часовой стрелке ежедневно отстаёт от символа Солнца и его часовой стрелки на 48 минут, поэтому через примерно 29,5 суток оба символа встречаются (в новолуние). Символ Луны при этом так вращается вокруг своей оси, что зритель видит её «тёмную» сторону. В верхней части астрономических часов имеется окошко, в котором указывается день недели. Движущий механизм центральной часовой оси расположен во внутренней части башни Цитглогге, оба механизма, отвечающие за движение созвездий Зодиака и за перемещением Луны находятся снаружи, на часовой стрелке Солнца, которая приводится в действие механизмом центральной часовой оси.
Примерно за 4 минуты перед завершением каждого часа появляются фигуры. Кукарекает петух, и сидящий в особой нише дурак бьёт в два висящие над ним колокола. Затем из башни появляется шествие вооружённых медведей (медведь является символом Берна, Bär в переводе означает медведь), которое обходит вокруг башни и снова в ней исчезает. Петух кукарекает второй раз и машет крыльями. Бородатый Крон (Хронос), бог Времени, переворачивает песочные часы и поднимает свой скипетр, давая сигнал к бою часов, и считает удары, которые совершает в такт Ганс фон Тан (Hans von Thann), позолоченный рыцарь в шлеме, с помощью особого молота по большому колоколу. Стоящий рядом лев поворачивает свою голову так, как будто он прислушивается к бою часов. После того, как удары колокола отзвучали, петух кричит в третий раз, оповещая о наступлении нового часа.
Находящиеся «на службе» астрономические часы Цитглогге были созданы в 1530 году мастером Каспаром Бруннером, швейцарским кузнецом предположительно немецкого происхождения. Его изготовления движущий механизм типа «балочных весов» был заменён 150 лет позднее находящимся ныне в эксплуатации маятничным.

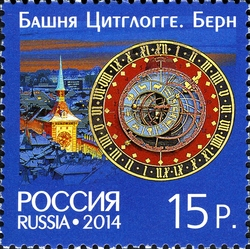
Почтовая марка России, 2014 год

## Филателия
В 1960 году швейцарская почта выпустила в серии «История почты и памятники зодчества» марку достоинством в 60 раппен с изображением Цитглогге. В 1967 году тот же мотив был выпущен на фиолетово волокнистой бумаге.
Башне Цитглогге посвящён совместный российско-швейцарский выпуск 2014 года  (ЦФА [АО «Марка»] № 1825) с изображением башни и часов на ней.